# Kamenewo (Kamyschi)
Kamenewo (russisch Каменево) ist ein Dorf (derewnja) in der Oblast Kursk in Russland. Es gehört zum Rajon Kursk und zur Landgemeinde (selskoje posselenije) Kamyschinski selsowjet.

## Geographie
Der Ort liegt gut 5 km Luftlinie nordöstlich des Oblastverwaltungszentrums Kursk im südwestlichen Teil der Mittelrussischen Platte, an der nordwestlichen Grenze vom Sitz des Dorfsowjet – Kamyschi, 102 km vor Grenze zwischen Russland und der Ukraine, am Fluss Winogrobl (linker Nebenfluss des Tuskar im Becken des Seim).

### Klima
Das Klima im Ort ist wie im Rest des Rajons kalt und gemäßigt. Es gibt während des Jahres eine erhebliche Niederschlagsmenge. Dfb lautet die Klassifikation des Klimas nach Köppen und Geiger.

## Bevölkerungsentwicklung
| Jahr | Einwohner |
| ---- | --------- |
| 2002 | 483       |
| 2010 | ▼476      |

Anmerkung: Volkszählungsdaten

## Verkehr
Kamenewo liegt 9 km vor Fernstraße föderaler Bedeutung M2 „Krim“ (ein Teil der Europastraße E105), an der Straße regionaler Bedeutung 38K-018 (Kursk – Ponyri), an der Straße interkommunaler Bedeutung 38N-400 (38K-018 – Kamenewo) und 2 km von der Abzweigstelle 530 km (Eisenbahnstrecke Orjol – Kursk) entfernt.
Der Ort liegt 131 km vom internationalen Flughafen von Belgorod entfernt.